# Племянник и племянница
Племя́нник — мальчик или мужчина по отношению к дяде или тёте, сын брата или сестры, племя́нница — девочка или женщина по отношению к дяде или тёте, дочь брата или сестры.

## В соседних поколениях
Дети брата или сестры:
- Племянник (племяш, нетий) — мальчик или мужчина по отношению к дяде или тёте, сын брата или сестры.
  - Братыч (братанич, братан, сыновец, братучадо) — (устар.) сын брата, племянник по брату[1].
  - Братанич — (устар.) племянник, сын старшего брата. Сын младшего — брательник.
  - Сестрич (сестренич, сестричищ, сестринец) — (устар.) сын сестры, племянник по сестре.
- Племянница (племяшка, нестера) — девочка или женщина по отношению к дяде или тёте, дочь брата или сестры.
  - Братанина (братанна, братана, сыновица) — (устар.) дочь брата, племянница по брату.
  - Сестрина (сестрична) — (устар.) дочь сестры, племянница по сестре.

Дети двоюродного брата или сестры:
- Двоюродный племянник — мальчик или мужчина по отношению к двоюродному дяде или тёте, сын двоюродного брата или сестры.
  - Дщерич — племянник по тёте.
- Двоюродная племянница — девочка или женщина по отношению к двоюродному дяде или тёте, дочь двоюродного брата или сестры.
  - Дщерша — племянница по тёте.

Дети троюродного брата или сестры:
- Троюродный племянник — мальчик или мужчина по отношению к троюродному брату или троюродной сестре родителя, сын троюродного брата или троюродной сестры.
- Троюродная племянница — девочка или женщина по отношению к троюродному брату или троюродной сестре родителя, дочь троюродного брата или троюродной сестры.

## Через поколение
Родные братья и сёстры бабки и деда:
- Внучатый племянник — мальчик или мужчина по отношению к дяде или тёте родителя, внук родного брата или сестры, сын племянника(цы), двоюродный внук.
- Внучатая племянница — девочка или женщина по отношению к дяде или тёте родителя, внучка родного брата или сестры, дочь племянника(цы), двоюродная внучка.

Двоюродные братья и сёстры бабки и деда:
- Внучатый двоюродный племянник — мальчик или мужчина по отношению к двоюродному дяде или тёте родителя, внук двоюродного брата или сестры, сын двоюродного племянника(цы), троюродный внук.
- Внучатая двоюродная племянница — девочка или женщина по отношению к двоюродному дяде или тёте родителя, внучка двоюродного брата или сестры, дочь двоюродного племянника(цы), троюродная внучка.